# Bonte lijstergaai
De bonte lijstergaai of bonte gaailijster, ook wel gevlekte gaailijster (Ianthocincla ocellata, synoniem Garrulax ocellatus) is een zangvogel uit de familie Leiothrichidae.

## Kenmerken
De bonte lijstergaai heeft een lengte van 32 tot 34 centimeter. Het is een overwegend roodbruin gekleurde vogel met op de rug, de mantel en de vleugeldekveren afwisselend zwart, wit en roodbruin gekleurde stippels. De borst is horizontaal roodbruin en zwart gestreept. De kop is zwart gekleurd net als de keel, maar het "gezicht" (rond het oog) is weer licht roodbruin. Er zijn geen uiterlijke verschillen tussen beide seksen.

## Verspreiding en leefgebied
De bonte lijstergaai komt voor in het Himalayagebied en uitlopers (Noord-India, Bhutan, Zuid-China en Myanmar). Het is een vogel die leeft in de ondergroei van montaan bos boven de 900 m boven de zeespiegel. Bonte lijstergaaien leven in groepen en voeden zich met een gevarieerd dieet van vruchten en zaden tot insecten en wormen.
De soort telt vier ondersoorten:
- I. o. griseicauda: de westelijke Himalaya.
- I. o. ocellata: de oostelijke Himalaya.
- I. o. maculipectus: noordelijk Myanmar en zuidwestelijk Yunnan.
- I. o. artemisiae: centraal China.

## Status
De bonte lijstergaai heeft een groot verspreidingsgebied en daardoor alleen al is de kans op uitsterven gering. De grootte van de populatie is niet gekwantificeerd. In een groot deel van het verspreidingsgebied is het een vrij algemene vogel, maar hij gaat plaatselijk in aantal achteruit. Echter, het tempo ligt onder de 30% in tien jaar (minder dan 3,5% per jaar). Om deze redenen staat deze lijstergaai als niet bedreigd op de Rode Lijst van de IUCN.

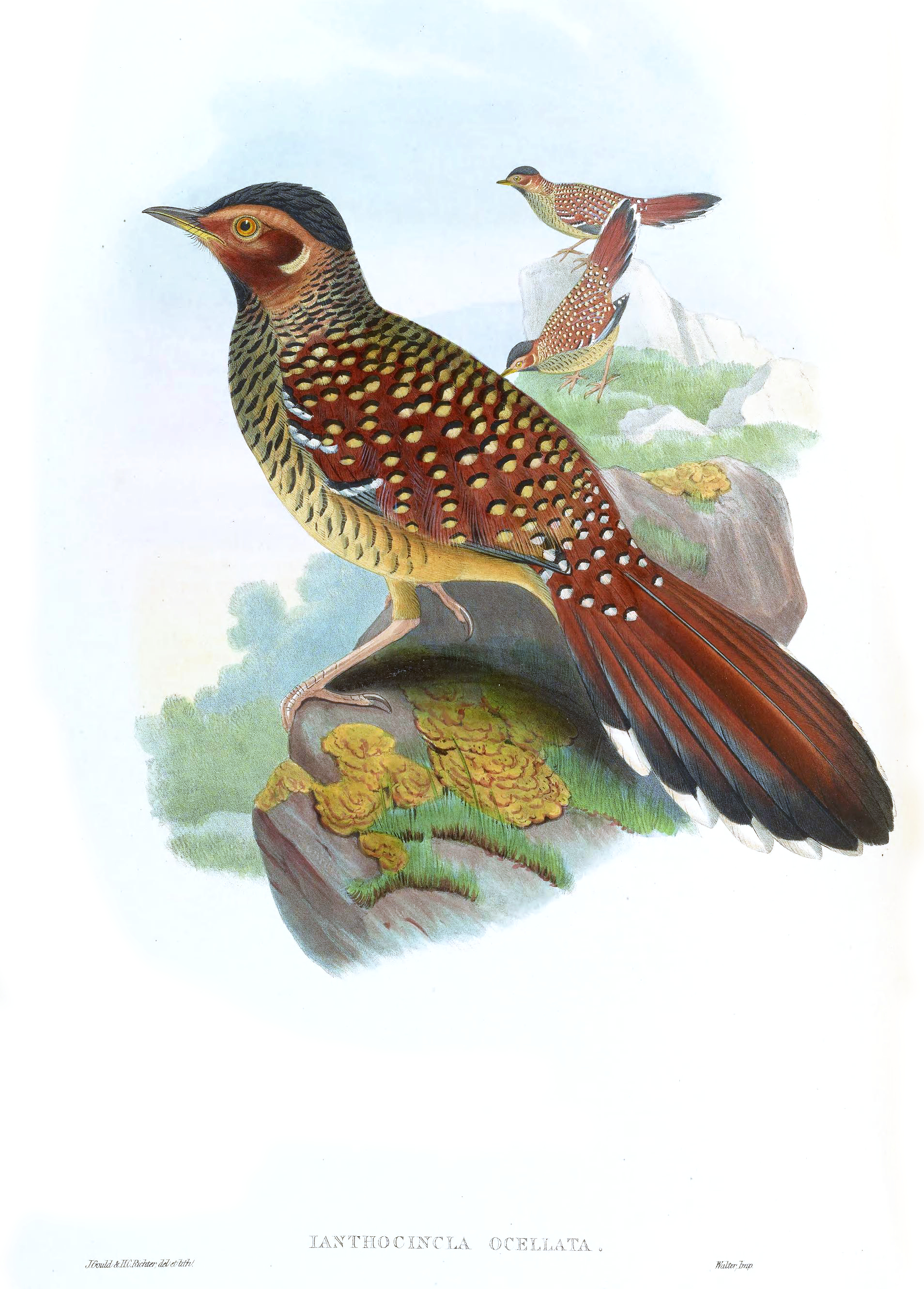
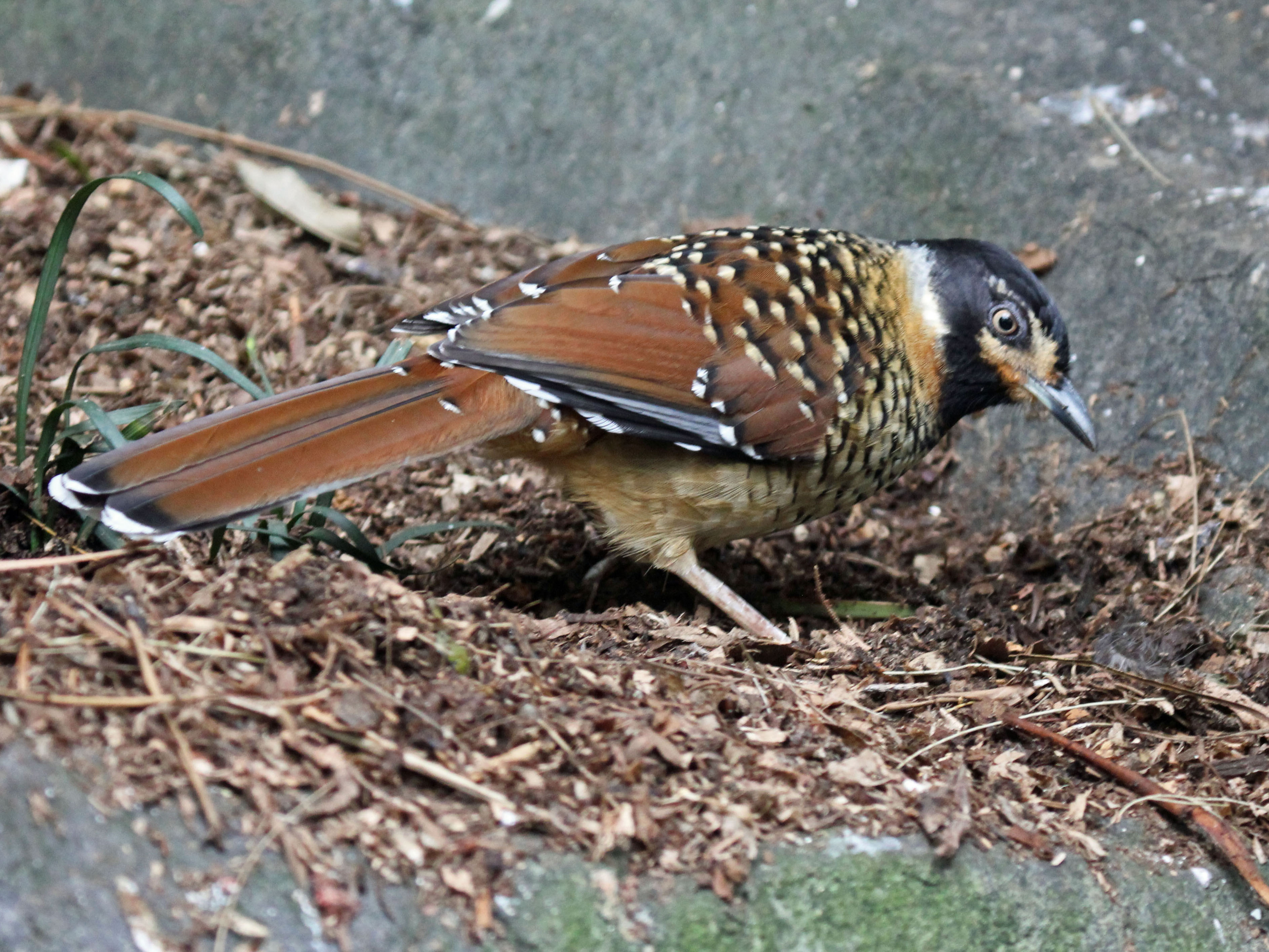
In de San Diego Zoo
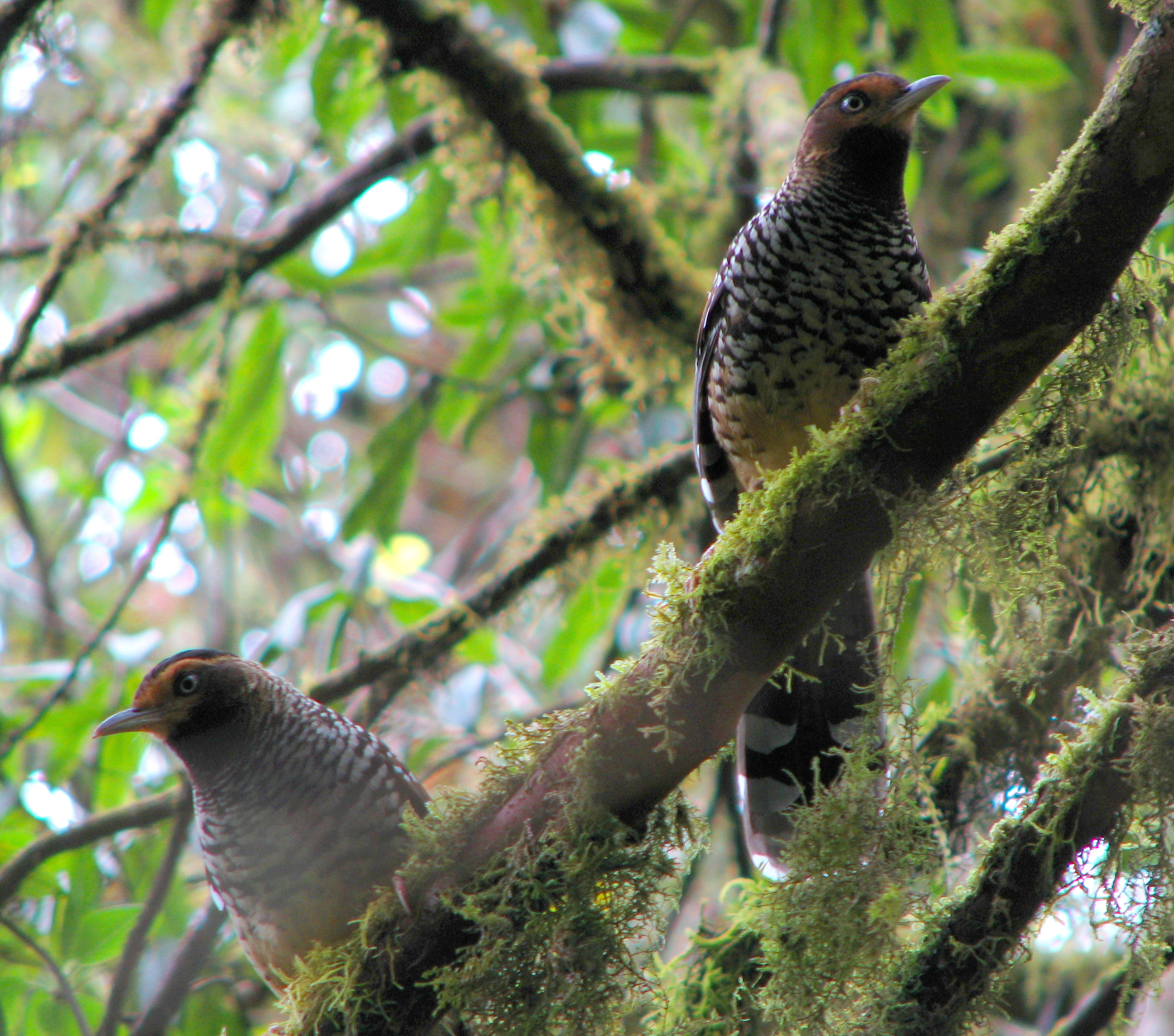
Eaglenest Wildlife Sanctuary (India)